# Episteme dives
Episteme dives är en fjärilsart som beskrevs av Butler 1881. Episteme dives ingår i släktet Episteme och familjen nattflyn. Inga underarter finns listade i Catalogue of Life.